# Takashi Nagata
Takashi Nagata (jap. 永田 崇 Nagata Takashi; ur. 13 kwietnia 1972) – japoński piłkarz występujący na pozycji napastnika.

## Kariera klubowa
Od 1995 do 1997 roku występował w klubie Kyoto Purple Sanga.